# Береснёвское сельское поселение
Береснёвское се́льское поселе́ние — упразднённое муниципальное образование в составе Духовщинского района Смоленской области России. Административный центр — деревня Большое Береснёво. На территории поселения находятся 44 населённых пункта.
Образовано законом от 2 декабря 2004 года. Упразднено законом от 20 декабря 2018 года, все его населённые пункты включены в Булгаковское сельское поселение.

## Географические данные
- Общая площадь: 404 км²
- Расположение: центральная часть Духовщинского района
- Граничит:
  - на севере — с  Пречистенским сельским поселением
  - на востоке — с Третьяковским сельским поселением
  - на юге — с  Булгаковским сельским поселением
  - на западе — с  Демидовским районом
- По территории поселения проходит автомобильная дорога  Р136 Смоленск — Нелидово
- По территории поселения проходит железная дорога Смоленск – Озёрный , станций нет.
- Крупные реки: Царевич, Гобза.

Часть территории поселения входит в состав национального парка Смоленское поозёрье.

## Населённые пункты
В состав поселения входили следующие населённые пункты:
- Большое Береснёво, деревня — административный центр
- Большое Сыроквашино, деревня
- Борок, деревня
- Буризи, деревня
- Вердино, деревня
- Волково, деревня
- Гатище, деревня
- Горки, деревня
- Дольшино, деревня
- Загобезье, деревня
- Загоскино, деревня
- Кислово, деревня
- Клевцы, деревня
- Клячино, деревня
- Кочейкино, деревня
- Кошелево, деревня
- Кузьмичино, деревня
- Купринки, деревня
- Логи, деревня
- Маецкое, деревня
- Малое Береснево, деревня
- Малое Сыроквашино, деревня
- Матвеево, деревня
- Матухово, деревня
- Митяево, деревня
- Николо-Берновичи, деревня
- Пашково, деревня
- Пономари, деревня
- Пожары, деревня
- Починок-1, деревня
- Починок-2, деревня
- Рибшево-1, деревня
- Рибшево-2, деревня
- Савкино, деревня
- Селишки, деревня
- Сергеевка, деревня
- Староселье, деревня
- Старыгино, деревня
- Тарасово, деревня
- Тахаево, деревня
- Тетерино, деревня
- Тяполово, деревня
- Филиппово, деревня
- Читовица, деревня

Общая численность населения — 850 человек.